# もう、しませんから。
『もう、しませんから。』は西本英雄による日本の漫画作品。通称「もうしま」。
正式タイトルは『西本英雄のマガジン調査隊（仮） もう、しませんから。』（にしもとひでおのマガジンちょうさたい かっこかり もう、しませんから。）である。『週刊少年マガジン』（講談社）2004年40号から、同誌の順番では最後のページに連載されていた。実際に作者が体当たり取材（一部は遊び）で行った出来事をそのまま漫画化したもの。
2012年23号を以て『もうしま』としての連載終了。同年28号より『ちょっと盛りました。』（通称「ちょい盛り」）として連載が再開された。
『月刊アフタヌーン』（同）の創刊30周年記念企画として『もう、しませんから。 〜アフタヌーン激流編〜』が2017年3月号より2020年2月号まで連載された。同誌での連載が4年目に突入し、『もう、しませんから。 〜青雲立志編〜』としてリニューアルして2020年3月号より2023年11月号まで連載。

## 作品紹介
あちこちを取材して漫画にする社会派ルポ集団として、突如結成されたマガジン調査隊（仮）。様々な取材を通して、『マガジン』の実態を面白おかしく暴く。タイトルロゴはFile.46までは後藤記者が書いたものを使用していたが、File.47よりヴァンダレイ・シウバに筆で書いてもらったものに変更しFile.280まで使用された（3巻の中表紙のタイトルロゴがそれ）。File.281から最終回まで大島優子が描いた牛のイラスト付きのものが使用されていた（ただし、こちらは単行本には収録されていない）。
通常より5割増しで、西本が体当たり取材を敢行するということで、File.38から「激闘編」に入ったが、1月末に自然消滅した。「激闘編」に入っても、体当たり取材の回数が少し増えた程度だった。最近は前後編で2週に渡る話が多くなっている。

### 単行本
「単行本を出さない」という条件下で連載開始したものの、その後1万人の署名（そのうちの30票は、後藤記者、宮本記者の親戚、友人）を集め、必死の説得（西本の駄々）、そして読者の要望によりようやく単行本化にこぎつけた。全14巻が発売され、単行本では回ごとの余白ページにこぼれ話などをネタにしたオマケが掲載されている。ただし、6巻のみ、これまで出演した作家や関係者による連載150回記念を祝したコメントと作家による描き下ろしイラスト（一部は作中の似顔絵）が掲載された。また、後期ではオマケが掲載されていない話も多い。単行本化の際、ハリウッド映画や他社（講談社以外）の漫画のタイトルなどは、著作権または商標権など法的に問題のある表現も多いことから、たいてい伏字になる。また、表紙は担当や森川ジョージなど別な人物によって描かれる事が多く、西本が表紙作成に参加させてもらえたのは第7巻から（後述の理由から宮本記者に見せられないため）。作中でタイトルロゴが変更されても単行本には反映されず、唯一、2・3巻中表紙のロゴだけが、シウバに書いてもらったものになっている。

## 逸話
一度だけ、『マガジン』本誌が合併号の際に『マガジンSPECIAL』において同誌に連載している『お憑かれさん』の作者、島田英次郎と「もうしまVSもう島」という特別企画を行ったことがある。
真島ヒロの取材に行った際には、『もうしま』のアンサーマンガとして『RAVE』33巻に「真ぁ、島せんから。」という作品を書かれている。
真島への2度目の取材の際にはPlayStation 3を賭けて『バーチャファイター5』で対決をするも、3勝2敗で敗北し、真島にPS3の60G版（専用コントローラ付）をプレゼントすることになってしまった。その週の『FAIRY TAIL』の表紙には、西本及び後藤、宮本の両記者が登場した。この表紙は他誌のように単行本で修正することなく、『FAIRY TAIL』3巻の第16話にそのまま掲載されている。また、この取材の模様はPS3のコンセプトサイトに映像付きで紹介されている。ここでは滅多に見られない両者の動く映像を楽しむことができる。

## 登場人物

### レギュラー
西本英雄
この漫画の作者で主人公。しがない売れないギャグ漫画家。森川ジョージをはじめとした売れっ子漫画家にいつもいじめられる。いつも後藤記者や宮本記者に無茶なチャレンジを持ち込まれる。美人がらみの取材だと張り切る。天敵・森川をはじめ、先輩格の作者からは「ポチ」と呼ばれる。『ジャンプ』系の漫画をよく読む。背景などは丁寧に描いているが、女性を上手く描けない。それ故絵柄は“逆に個性的”とも取れる。身勝手で空気を読まず、思い込みが激しい。
一時期、本作の企画でイメチェンと称して金髪にされ、眉の形も変わった。しかし、それから程なくして髪を短く刈り黒髪に戻した（途中からは小澤と似たような髪型になるが、File.303で髪が伸びて以降、ほぼ初期と同じ髪型に戻っている）。
ポテロング作り体験の時にココア味にコショウを足したり、ケーキに秋がテーマだとしいたけとギンナンを添える、『元祖ユルヴァちゃん』ではかわいい女性キャラをと言われてゴリマッチョの「ゴディヴァ」を登場させる（しかもどれも皆からは不評を買っているのに自分ではいいと思っている）など、感覚がどこか特異な部分がある。『ユルヴァちゃん』では、どういうわけか何度説明されても「同時代にマンモスがいる」という間違った認識を改めず、担当らに嘆かれていた。
実は既婚で、連載開始時点で子供も生まれていたのだが、File.282で本人が口走るまで黙っていた。その理由は「聞かれなかったから」。
タクマ記者
離脱した宮本記者の後任としてFile.271から一員となった。担当の中で唯一姓が不明。格闘技の経験者で年下であるが一応西本への教育的指導担当。マガジンに移籍する前は『週刊現代』に籍を置いておりカンニング竹山の浮気報道の記事を書いたことがある。一方で、女好きで小澤記者と異なり彼女が4人（本命1人と気になる子3人）もいるプレイボーイな面があり女性にもてない小澤記者から目の敵にされている。小澤記者が抜けた後に加入したイタニにリーダーの座に就かれたことで、強い嫉妬心を持っている。格闘技ジムに通って鍛えており、宮本のように服を脱ぐことがある。左利きで、意外と（西本より）不器用なところがある。
イタニ記者
離脱した小澤記者の後任としてFile.324から登場した新人記者。もうしま初の女性記者で、身長170cm。学生時代、イタニの「井」の中に点をつけると「丼」になることから「どんちゃん」と呼ばれていて、「もうしま」でもそれがあだ名になった。森田・星野に続く第3の巨乳キャラ。中学校はグラウンドホッケー、高校では女子サッカー（ともにポジションはGK）をやっており、サッカーでは県大会準優勝、グラウンドホッケーでは全国大会に出場経験のあるスポーツウーマンである。砲丸投げの経験者でもあるため、腕力は鍛えているタクマよりはるかに上。また大学では同人誌のサークルの副部長で絵も上手い。24歳で、母親が西本と同い年。比較的しっかりしているため現時点におけるリーダー格的存在である。女性ながら宮本のように暴力的ツッコミをする役回りでもある。宮本同様の高所恐怖症。後継の「ちょっと盛りました。」では「どんちゃん」名義で、引き続きレギュラー出演した。顔を下ぶくれ気味に描かれていることに不満を持っている。

### 元レギュラー
後藤記者
調査隊の（自称）初代リーダー。本名は後藤治康。『マガジン』では多くの漫画家を担当し、かつては森川の担当もしていた。西本が調子に乗り始めると強烈なツッコミでお灸を据える役割。運動は大の苦手で、地声がでかい。File.138で講談社の人事異動によって調査隊を離脱する。その後は単行本6巻の後藤記者離脱記念表紙の企画と150回記念企画に参加。漫画タイトルを考えた人物でもある。
宮本記者
初登場時は後藤記者のサポート的存在で、森川の担当でもあり、のちに副編集長にもなった（判明するのは小澤加入後）。フルネームは宮本敦史（みやもと あつし）、福岡県出身。金髪。西本の前作、『へなちょこ大作戦Z』にも、数コマながらも登場する。観覧車にも乗れないほどの超高所恐怖症で、高い所がらみの取材はとてつもなく嫌がる。しかし、フリークライミングで13mの壁を登りきったらケイン・コスギと「ファイト一発!!」のポーズができるということで、高所恐怖症を忘れて西本との対決に自ら名乗りを上げてしまった（勝負は敗北。「ファイト一発!!」はできなかったが、再チャレンジして登りきった）。一転して自分の趣味の取材になると話が止まらないほど。特にテニスが大好き。テニス漫画を描く勝木光の担当になりたがっており、現担当の千葉に嫉妬している。マッチョで体育会系であり、何かにつけて上着を脱ぎたがる（この宮本記者の露出はたびたびネタにされる。彼の妹の話によると学生時代からよく服を脱ぎ筋肉を見せていたらしい。また、第7巻の表紙は全裸の宮本記者）。「『もうしま』の筋肉番長」を自称している。小澤が入ったあたりから、西本に「ミヤモー」と呼ばれるようになる。調査隊を離脱した後藤に代わりFile.139から（半ば強引に）2代目リーダーになり、暴力的なツッコミ役も継承。File.136で新婚であることが判明、新居に引越しした。妻は美人らしい。2週にわたり掲載された里帰りの回での両親のインタビューによると、幼い頃から落ち着きがなく怪我が多かったらしい。また非常に絵が下手で『へなちょこ大作戦』のファッ休さんを書いた際全員から酷評されていた。家族は妻と子供がいる。File.269でリーダーを賭けた総選挙に勝利するも森田編集長から人事異動を言い渡され、File.270を最後に離脱。6巻では「下戸」と書かれているが、それより前の3巻では飲んでいるような描写があり、はっきりしない。なお、最後の登場話で「井上和香に会えていない」と発言しているが、1巻収録の当該話でははっきりと取材に同行して会っているため、本人の記憶違いか作者のミスと思われる。
小澤記者
フルネームは小澤健志。離脱した後藤記者の後任としてFile.139から一員となった新入社員。2009年には真島の担当になったことが明らかになる。非常に不器用で、実質初登場となった宮本記者の新居への引越しの手伝い（File.136）では、説明書を見ても本棚を組み立てられずにいた、人呼んで「技術の成績1の男」。漫画内での顔は後藤記者を柔らかくしたような感じで西本に形が愛らしくてかわいいと言われているが、アベックを見ると非常に不快な顔を見せる。わりと腹が出ている。下戸。しかし、実質は西本の怒りの矛先や先鋒を任されたり貧乏くじを押し付けられる等不遇な扱いであることがほとんどである。画力は、ファッ休さんを描いた際、西本に「宮本と五十歩百歩」と言われた。作中の彼の服には、よく「どうもこうもないですよォ」と書かれている。彼女捜しに執心。小心そうに見えて意外と気が強く、宮本ほどではないが西本に毒づいたり、彼やタクマに暴力を振るうこともある。コミックス8巻の裏表紙によると1981年8月21日生まれで千葉県出身。File.324を最後に担当を外れた。

### 漫画家・原作者（五十音順）
以下は全て『週刊少年マガジン』・『マガジンSPECIAL』（または他社の連載誌）に連載中の漫画家・漫画原作者。2度以上登場している人も多い。
あかほりさとる
『神to戦国生徒会』の原作者（作画：高田亮介）。自他共に認める「外道」な性格で本作中でも様々な外道っぷりを発揮する。アニソンや麻雀にメチャメチャ強い。
赤松健（あかまつ けん）
『魔法先生ネギま!』の作者（『A・Iが止まらない!』『ラブひな』も同様）。西本によると、夫人はミニスカートの美女（赤松佳音参照）。また、東京都内の最高級マンションに住んでいるらしい。

天樹征丸（あまぎ せいまる）
『金田一少年の事件簿』の原作者。ファントムのマスクをかぶった姿で、「オペラ座館第3の殺人」の謎解き回に作者・さとうふみやとともに登場。迷推理を連発する西本に辛辣なツッコミを入れた。答えを聞きたがる西本に対し、最初は渋るが、差し出されたモナカがうまいという理由で正解を教えた（読者には伏せられている）「タロット山荘」で登場した「逆さ吊りの絵を犯人が勘違いするネタ」は、自身が過去に同じ勘違いをしていた経験を元にしているらしい。
綾峰欄人（あやみね らんど）
『GetBackers』の作画（原作：青樹佑夜）。占い対決、麻雀大会などに登場。ペンネームは好きな作家と同じ画数にしたらしい。
安野モヨコ（あんの モヨコ）
『なかよし』で連載されていた『シュガシュガルーン』の作者。西本が考えた少女漫画に強烈なダメ出しをした。本作出演が契機となったわけではないが、本作に出演後、『働きマン』『さくらん』などが映画化、ドラマ化されている。
諌山創
『進撃の巨人』の作者。作品の参考にと茨城県の牛久大仏を取材。大仏の中で書いて納めることができる「未来の自分への手紙」では頭髪の心配を綴っていた。
市川マサ（いちかわ マサ）
『A-BOUT!』の作者。顔出しはNGのため、作中では『A-BOUT!』の登場人物である樋口の顔で描かれている。学生時代や居酒屋バイト時代の天然かつ微妙な武勇伝を語り、担当のミウラ記者共々、西本たちを唖然とさせた。編集部　で発見されると、いつも西本に「大先輩がお茶やお茶菓子の用意をする」といういたずらをされるらしい。
大暮維人（おおぐれ いと）
『エア・ギア』の作者。フェネックの「ハリー」、フクロウの「マーキュリー」、ヘビの「キース」など、様々なペットを飼っている。『エア・ギア』のミュージカル編にも登場。
大羽隆廣（おおば たかひろ）
『スタンドバイミー』の作者。自衛隊の体験入隊に西本や記者達と共に挑戦する。なお、それ以前に塀内夏子のアシスタントとして顔出し出演したことがある。
岡田有希（おかだ ゆき）
『発掘!マガジン野郎!!』の作者。レポート形式の漫画を描く機会が多く、西本が後継者にしようと鴨川シーワールドに連れて行き、イルカに乗せようとしたが水恐怖症ということが発覚。結局担当が乗る羽目になり、本人はショーを満喫していた。『ああっ! 0発屋!!』連載の縁で再登場した際には西本と共にベッキー・クルーエルの東京観光をエスコートした。
長田悠幸（おさだ ゆうこう）
『トト! the wonderful adventure』の作者。ボウリング対決で登場。自前のグローブを持ち、ベストスコア200くらいという腕前だが、チーム戦の試合は接戦となり、結果は西本側がわずか1点差で敗れた（個人の成績としては西本が1位で、長田は3位だった）。罰ゲームとして長田の経歴を漫画化することになったが、西本が描いたのは嘘だらけのギャグ漫画であった（1巻オマケに掲載）。ちなみに、2ゲーム目ではグローブを外した結果、なぜか調子が上がり、165を出して1位になった。
加瀬あつし（かせ あつし）
『ジゴロ次五郎』『ゼロセン』の作者。かつて週刊少年マガジンにあったピモピモ広場のイラスト初代担当で、2代目担当だった西本とはピモピモ広場における先輩・後輩の関係にあたる（かつては『カメレオン』『ポリ公マン』も描いていた）。釣りにかけてはうるさく、クルーザーまで所有する。大概加瀬が出てくる回は釣りに関したネタであることが多い。軍服マニアでもあり、ある回では旧海軍の制服姿で登場し西本達を驚かせた。
森川ジョージとは戦友的な関係で、どちらも超負けず嫌い。昔はともに格闘ゲームにハマり、2人ともわざわざゲームセンターのゲーム筐体を買って家で練習するほど。
カラスヤサトシ
月刊アフタヌーンに連載中の『巻末漫画』の作者。西本と共に単行本ヒット祈願の為に富士山に登頂する。しかし、カラスヤの担当編集者多田は真っ先に音をあげ、カラスヤは富士山頂でヒット祈願ではなく自分がモテることを祈っていたなど、メチャクチャの結末となった。この富士登山で御利益があったのか、カラスヤの単行本は実際にヒットしたという。西本同様、担当に愛されていない。2度目は、東ハトからの仕事依頼争奪で西本と「グーナル」の大喰い対決を行い、勝負には1袋差で敗れてしまったものの、多田以外からは人気があるらしく、編集部での人望に関しては圧倒的に西本を上回った。ほか、『月刊アフタヌーン』編集の高瀬記者の趣味で新築の鉄道博物館見物に付き合うなど、自身も巻き込まれる立ち位置が多い。
木下由一（きのした ゆいち）
『週刊少年マガジン』の『ペロペロペット』、『マガジンSPECIAL』の『くろのロワイヤル』の作者。女性。自作品に登場するキャラクターのかぶりものを着けている。動物好きで、ダチョウ王国取材では体当たりでダチョウとアルパカに餌を与え、ガラス工房での吹きガラス製作体験取材では『くろのロワイヤル』に登場する妖精のガラス細工をリクエストする（しかも涙で熊谷先生をグラつかせ、さらに「プロでも無理ですよね」とわざと逆撫でするしたたかさを見せた）など、西本たちの一歩先を行く積極的な姿勢を見せた。フットワークの軽さも含め西本からは度々2代目レポーターを指名されるなど一目置かれており、西本の判断で取材に呼ばれることもある。ボウリングが驚異的に下手。森川ジョージに目をかけられている。
久保ミツロウ（くぼ みつろう）
『トッキュー!!』の作画（原作：小森陽一）。本当は女性であるが顔出しNGなので、作中では自らの希望で髭が付け加えられている。普段は無精髭程度だが大きなイベントの際は増量する。スパイダーマンシリーズのファンで、共に試写会に参加した際には西本そっちのけで大はしゃぎしていた。『マガジン』一の遅筆。
久米田康治（くめた こうじ）
『さよなら絶望先生』の作者。仕事場取材の際には素早く隠れたり、講談社漫画賞受賞記念パーティの二次会で生前葬を行うなどお茶目な側面がある。原則顔出しNGだが、生前葬で登場した際には本人に似せた姿で登場しており、異例の対応をしている。この縁でか西本も『さよなら絶望先生』の第1期アニメの放映に際して第4話のエンドカードを担当した。なお、西本は『かってに改蔵』のファンブックも所有しており、久米田が『週刊少年サンデー』に連載していた頃から少なからず注目していたフシがある。
CLAMP（クランプ）
『ツバサ-RESERVoir CHRoNiCLE-』の作者4人組。フリーマーケットの取材で西本に、映画『チャーリーとチョコレート工場』のフィギュアを提供したが「1万以上で売らないと許さん」というあくどい所を見せた。もこなが単独で出たことも。唯一、本人達の希望で1巻の初版の帯にコメントを寄せている（ただし皮肉な文章であった）。いがらしはべろんべろんに酔った西本に対して膝枕をしてあげたことがある。
石沢庸介（こくざわ ようすけ）
『超人学園』の作者。栃木県在住。担当編集の米村記者とともに母校の大学を案内し、学生時代やデビュー当時の思い出を語った。
小林尽（こばやし じん）
『スクールランブル』の作者。顔出しがNGのため、『スクールランブル』の登場人物である播磨拳児の顔で描かれている。バスケが上手い。超好青年だが毎回最後で損をするタイプとして描かれている。
小林俊彦（こばやし としひこ）
『マガジンSPECIAL』の『ぱすてる』（以前は『週マガ』連載だった）の作者。中川翔子や北乃きいのファンで、両方に似顔絵をプレゼントした。西本と一緒にやっている草野球ではホームラン王だが、西本チームVS猪熊チームの試合の際は4タコだったらしい。
咲香里（さき かおり）
『スマッシュ!』の作者。西本とバドミントン対決をした（結果は西本がボロ負け）。バドミントンの腕は本物。自画像は犬の姿。
流石景（さすが けい）
『GE〜グッドエンディング〜』の作者。ネームに2日、作画に4日半かかるので休みがない。黒川のモデルになった人物が美人で、写真を見た西本たちが会いに流石の実家のある青森まで行こうとした。
さとうふみや
『金田一少年の事件簿』の作者。絵ではわかりにくいが、女性。「オペラ座館第3の殺人」の謎解き回に原作・天樹征丸とともに登場。迷推理を連発する西本に辛辣なツッコミを入れた。廃墟を描く際にその資料写真をずっと見ていたら気分が悪くなったうえに、その写真にオーブ（霊）がいっぱい写っていて怖くてたまらなかったらしい。
島田英次郎（しまだ えいじろう）
『マガジンSPECIAL』の『お憑かれさん』の作者。ギャンブルとお酒が大好き。西本と禅寺修行体験をしたが、ギャンブル好きは変わらずに終わった。またどうすれば手塚治虫のように売れるか恐山のイタコの元へ聞きに行った際もずっと酒を飲んでいた。以降も呼ばれては西本とつるんだり張り合う役回りになることが多い悪友兼ライバル的存在。4回目の登場以降は関西弁が出るようになっている。
かつて京都に住んでいた頃、原稿は郵送していたが、ある時原稿が遅れて直接持参しなければならなくなったことがある。その原稿完成後、行った飲み屋で隣の女性客が「東京に出張する」と話しているのを聞き、彼女に原稿を届けて欲しいと依頼。女性はそれを承諾して届けてくれたのだが、そこから交際が始まり、結婚に到っている。
瀬尾公治（せお こうじ）
『涼風』『君のいる町』の作者。通称「王子」。顔出しNGだが、実物は王子様っぽい美青年ということで、そのように言われている。しかし、エピソードや言動で嘘やヘタレな行動も少なくない為、「『もうしま』のお笑い担当」を自認している。小林に一方的なライバル心を持っていたこともある。自分が忙しい中、担当が行ってもいない「オーストラリアに遊びに行った」と恨むなど、被害妄想が酷い。彼女がいたことがあるらしい。
棚橋なもしろ（たなはし なもしろ）
『ハンマーセッション!』の作者。大好きなウサギの姿をしている。清原和博の大ファンで、西本らを連れて引退試合を観に京セラドーム大阪まで足を運んでいる。
玉越博幸（たまこし ひろゆき）
『コミックボンボン』で連載されていた『Doするパラダイス』の作者。昔は西本と共に森川の野球チームにいたこともあった。デビュー作が連載してすぐに結婚をしたが、結婚をするのが早かった理由はラオウというあだ名があるほど大柄な、妻の母親（玉越本人にとっては相当恐ろしい人物らしい）に迫られたからだった。
月山可也（つきやま かや）
『エリアの騎士』の作者、女性風の名前であるが男性。学生時代はハイキング部だったが、30kgの荷物を背負っていたなど事実上登山部同様の活動をしていた。久々の登山で体力が落ちていたらしく、宮本記者が選んだ難コースに音をあげていた。
寺嶋裕二（てらじま ゆうじ）
『ダイヤのA』の作者。とても謙虚。中学高校でピッチャーを務め、130km/hを出したこともあるが、今はかなり鈍っている。西本との野球対決では、打者役の森田編集長にいきなりデッドボールを与えてしまったものの、辛くも勝利。なお、『もうしま』初登場は、野球対決ではなく、その1話前の麻雀大会の話である。自身が小学館漫画賞を受賞した際、その祝賀会で賞金全額をそこで行われた抽選会の景品に使うなど太っ腹なところがある。
中丸洋介（なかまる　ようすけ）
『我間乱〜GAMARAN〜』の作者。もうしまには出たがっていた反面、出たらキツイことをやらされると思ってビビッていた。漫画家になる以前はニート同然の生活をするも、同時に筋トレをしているという生活をしていた。瀬尾公治の下でアシスタントをするも学んだことはほとんどなかったと豪語し、瀬尾公治からの手紙の中で蟹をおごってもらってパクつくもその後トイレで全部吐いてしまい、嫌がらせかと突っ込まれてしまう。
また、姉より結婚適齢期なのに相手がいなくて困っているとの相談が寄せられる。
実は3回登場しているが、1回目はfile.19のおまけページの写真に右肩だけ写っていたもの、2回目はFile.227でセリフ無しの1コマだけ。ちゃんと登場したのは、3回目が初である。
永吉たける
『スミレ16歳!!』の作者。同作ドラマ化の際に西本らと撮影現場を取材。オヤジ役になってスミレ役の水沢奈子と共演しようとして、西本らと争った。
名島啓二（なじま けいじ）
『波打際のむろみさん』の作者。福岡在住。「むろみさんを探す」という名目で、西本らと共に横浜にて水に関係した様々な場所を巡る。高い場所も平気で、大観覧車に高所恐怖症の宮本記者を乗せて追い込んだ。
はっとりみつる
『ウミショー』『さんかれあ』の作者。前者の連載中は遊園地のバイキング系乗り物3連続を賭けた水泳勝負で西本に圧勝。後者の連載後は西本一行とともにゾンビ居酒屋を取材に行ったが、予想したより普通の店だったため、飲みながら普通の対談になった。さらに担当の吉本記者の作戦でアウトドアの釣り勝負に参加、これも勝利した。
福本伸行（ふくもと のぶゆき）
『無頼伝 涯』『賭博覇王伝 零』の作者。森川ジョージの呼びかけで行なわれた百人一首大会に参加し、怪我を恐れずかるたにスライディングしていたがお手つきであった。
塀内夏子（へいうち なつこ）
『覇王の剣』の作者。西本が若手の頃に世話になっており、スタッフとの旅行にも同行したという。基本的に宮本・後藤記者は担当経験のある森川をけなしたりする事はないが、この回のみ森川の仕事場の散らかった流し台の写真を勝手に載せたり、塀内の言った悪口に大笑いしていた。顔は自画像と同じ。
星野泰視（ほしの やすし）
『哲也-雀聖と呼ばれた男』『少年無宿シンクロウ』『弑逆契約者ファウスツ』の作者。読売ジャイアンツファンで、麻雀対決で西本の賭けた新庄剛志のフィギュアを獲得。単行本が出て帯に推薦文を書かせてくれたら返却すると言っていたが、単行本1巻のコメントでは「粗大ゴミで捨てました」と書いた（実際には後日、フリーマーケットの提供品というかたちで西本に返された）。
真島ヒロ（ましま ヒロ）
『RAVE』『FAIRY TAIL』の作者。作中では「ヒロ君」「真島さん」などと呼ばれる。超がつく速筆であり、『FAIRY TAIL』に加えて『プルーの犬日記』や『モンスターハンター オラージュ』の連載も手がけるなど膨大な仕事量をこなしている。にもかかわらず毎日7時間寝ている。ゲーム大好きで、PSPを持ち歩いている。高層マンションに住んでいるが高所恐怖症らしい。
高校時代はヤンキーで、尾崎豊に心酔して校舎の窓ガラスを割ったり、バイクを乗り回してバイクを盗まれたりもした。かつてバンドを組んでいたことがあり、西本にバンド時代の映像を見せてほしいと言われ、嬉しそうに見せたりもした。そうした縁から『FAILY TAIL』では主題歌にギター演奏で参加し、西本もバックコーラスで参加した。
松本ひで吉
『ほんとにあった！霊媒先生』の作者。実は女性（美人）。アニメ化の記念ということで、怪談百物語に参加させられ、ある旅館で座敷わらしに遭遇するも、あまりの恐怖に耐え切れず「出てけー」と叫んで消してしまったエピソードを披露した。
美川べるの（みかわ べるの）
『別冊フレンド』の『美川べるのの青春ばくはつ劇場』、『増刊別冊フレンド』の『シガラミン』の作者。同雑誌の「BMR（別フレミステリー調査班）」のメンバーでもある。卵を模した自画像で登場する。札幌に在住しており、松阪でのもうしまの取材の際は、札幌から馳せ参じた（その際担当・星野のせいで新幹線に乗り遅れそうになったらしく化粧崩れを起こしていた）。『美川べるのの青春ばくはつ劇場』4巻にはコラボ漫画である『もう、ばくはつしませんから。（前編）』、『もう、青春ばくはつしませんから。（後編）』が収録されている。
ミヤジマ
『別冊少年マガジン』で予告編漫画を執筆。新潟県出身。フルネームは宮島雅憲。西本、島田英次郎とともに巻末ギャグマンガ家バトルロイヤルに参加。マガジン連載作『ヤンキー君とメガネちゃん』の足立花を描く対決では一票を取った。2度目の対決となるデカスロン勝負では高校時代に野球部に所属していたことが判明。西本を上回る身体能力で1位を獲った。
宮島礼吏（みやじま　れいじ）
『AKB49〜恋愛禁止条例〜』の漫画担当。本作について体育会系のノリを前提にして描いている事を伝えていた。元寺嶋裕二のアシスタントで、親身になって相談に乗ってくれたことで今も感謝している。
向山知成（むかいやま ともなり）
「マガジンSPECIAL」で連載された『螺旋島』の作者。富士山の青木ヶ原樹海を取材。溶岩層が陥没してできた空洞「風穴（ふうけつ）」の中にも入った。
村上よしゆき（むらかみ よしゆき）
『新約「巨人の星」花形』の作者。森川の呼びかけで行なわれた百人一首大会に参加。イケメンらしく、久保と手が接触した時、照れる久保に引いていた。かなりの偏食で肉系の食べ物しか食べられない。このため『花形』連載3周年記念祝いでは600gの超特大ローストビーフを食べさせられ、泣きながら完食した。
森川ジョージ（もりかわ ジョージ）
『はじめの一歩』の作者。第1回の取材先である。『はじめの一歩』に登場する鷹村守に性格が似ており、理不尽な言動で西本をよくいじめる。第1巻巻末に掲載されている裏話から絵が変わっており、加えて最近は、登場時に背景として般若がよく描かれる。
西本とは20年近く付き合いがあり、西本は森川の作った草野球チームに参加していたこともある（『はじめの一歩』26巻に、東京ドームで野球をした森川と西本の写真が載っている）。記念すべき本作のコミックス1巻では帯のコメントに加え4コマ漫画も描いており（「西本と「もうしま」の単行本が出たらそれらを描く、という賭けをしていたため）、1ページ目（口絵）は森川のキャラである幕之内一歩に90%以上占領されている。コミックス4巻の表紙を描いたり、連載200回記念祝いを自ら開いたりと、なんだかんだで後輩思いな点も鷹村そっくりといえる。また、森川が登場する『もうしま』が一番面白いというファンは多い。
後藤記者と宮本記者は森川の担当経験者である。
やきうどん
『マガジンSPECIAL』の『主将!!地院家若美』の作者。「やき」と「うどん」の2人でコンビを組んで活動している。うどんの父親が亡くなってからは群馬県の実家へ戻って梅園を手伝いながら執筆し、さらにやきが殆んど住み込み状態で活動していることが判明する。うどんの父親は本作出演を大変喜んでいたと言い、6巻には生前に最高の思い出を作ってくれた西本に対する感謝の意が寄せられていた。
安田剛士（やすだ つよし）
『Over Drive』の作者。初登場したMt.富士ヒルクライム参加の際はあまりのきつさにゴール後暴言を吐いていた。またサッカー日本代表・宮本恒靖のノンフィクション漫画を描くに当たってのインタビュー企画に参加。緊張や、何故か同席した西本に場を引っ掻き回されたせいで散々な目に遭う。
山田恵庸（やまだ　よしのぶ）
『エデンの檻』の作者。エデンの檻の当初原案の打ち明け話を紹介した。
山本航暉（やまもと かずき）
『ゴッドハンド輝』の作者。速筆とプロ級の麻雀の腕で知られる。『トッキュー!!』とのコラボ漫画では、久保が遅筆だったために原稿の仕上がりが上手くいかなかった。本人の自画像（顔に「航」の字が書かれている）と同様に男性のように描かれているが、実は女性。
山本マサユキ（やまもと まさゆき）
『週刊ヤングマガジン』に連載中の『奇食ハンター』の作者。『奇食ハンター』の単行本発売記念として共同取材を行い、その模様は『もうしま』と『奇食ハンター』の双方で掲載された。よく担当記者に騙されて色んなものを試食しているMな人。西本を道連れにして山形県鶴岡市にある加茂水族館にてエチゼンクラゲ料理を食した。なお、この時の内容が収録されている『奇食ハンター』の第2巻には西本が出張版のおまけを寄贈している。
幸村誠（ゆきむら まこと）
『ヴィンランド・サガ』の作者。全ての漫画に熟考するタイプ（要するに酷い遅筆）であり、おまけの4コマ漫画さえも時間をかけて原稿を仕上げる。更にサイン会用にと本格的なヴァイキングの鎧のレプリカを製作しており、そのことで執筆が遅れることも担当編集の頭痛の種である。11巻の帯に推薦コメントを寄せた。
柚月純（ゆづき じゅん）
別冊フレンドに連載中の『学園王子』の作者。松阪在住。作中で山川純一の単行本らしき本が描かれていたことからネットなどで話題となった。コスプレ好きなアシスタントを従えている。見た目のわりにH好き。
吉河美希（よしかわ みき）
『ヤンキー君とメガネちゃん』の作者。真島の元アシスタントで、真島と同じくゲーム好き（真島曰く「休筆期間中オンラインゲームをやった時、必ず毎日ゲームの中で彼女と会った」）。取材に訪れた動物園で、学生時代のやんちゃぶりを語った。天然な部分もある。後のもうしまリーダー選挙では宮本記者に一票を投じた。
米林昇輝（よねばやし しょうき）
『コマコマ』の作者。サイン会に駆けつけるほどの西本のファンで、「もうしま」に出るのもあこがれだったらしい。料理が得意で、アシスタントの食事も作る。20歳OLの妹と同居。担当・村松記者が用意した120万円の駒で「負けたら食事を作ってごちそうする」というルールの山崩し対決を行い、西本に圧勝。様々な雑誌に40回近くも投稿するも実らず、辞める覚悟でマガジンに持ち込んで認められたことで号泣したが、それ以外でも泣くことはわりとあるらしい。彼女がいた頃、あまりに会えず「私と村松さんとどっちが大事」と問われ、「村松さん」と即答してしまった過去がある（本人は村松=漫画という意味で言ったらしいが、その後彼女とどうなったかは不明）。
雷句誠（らいく まこと）
『どうぶつの国』の作者。スタジオ訪問した西本が考案した超極太首のキリンを気に入っていた。
若宮弘明（わかみや ひろあき）
『マガジンSPECIAL』で連載されていた『たんぽ』の作者。美少女フィギュアマニアで持っているコレクションは本人いわく150個くらい。逆にアイドルのことはあまり知らず、つい最近まで浜崎あゆみを知らなかったほど。学生の時はヤンキーで、無免許でRS250に乗っていた。

### 編集部・担当者（五十音順）
以下は全て『週刊少年マガジン』・『マガジンSPECIAL』（または他社の連載誌）の担当および関係者。
猪熊泰則（いのくま やすのり）
『月刊少年マガジン』の新編集長。西本が『月マガ』で連載している『ソップ型』の単行本化を阻止しようとした。西本は「悪の編集長」と呼ぶ。
入江暢子（いりえ のぶこ）
GAGA（ギャガ）コミュニケーションズ宣伝部。映画宣伝が主らしい。社交ダンスが上手い。2巻のFile.31の後、7巻のFile.164で2度目の登場。天然に近いキャラになって西本に熊に乗らせようとしていたが、その牧場の熊が全て冬眠中であることを調べておらず、顰蹙を買った。
後潟（うしろがた）
森田記者などと同じく映画宣伝担当。『もうしま』では、3巻File.60の『ザスーラ』、4巻file.85の『プリズン・ブレイク』の宣伝担当として登場。後者の登場時には、プロマジシャン高橋ヒロキが西本に出した脱出マジックを解き明かした。
宇都宮（うつのみや）
編集部一恋多き女と呼ばれている、忙しくて心に余裕がなくなると地団駄を踏むため、通称「地団駄ウッツー」。恋愛については年上好きで、父親の年齢（当時62）までならOK。高田純次に相談を受けてもらったが、9人の男と付き合った過去がわかり高田に「俺に相談する必要ねーだろ!!」と突っ込まれていた。交渉術の回では恋愛相談の為に飛び入り参加している。
金井（かない）
『ヴィンランド・サガ』および『元祖ユルヴァちゃん』の担当者。初登場時は『ヴィンランド・サガ』の作者である幸村の作業を邪魔させないよう監視していたが、締め切りを破る幸村に愛想を尽かし今はどうでもいいと思っている。一方で西本に対しては無茶苦茶な設定および取材での行動に業を煮やし攻撃的な態度を取っている。2008年に創刊した『good!アフタヌーン』の編集チーフに抜擢されている。フルネームは金井曉（あきら)。
シマダヒデアキ
『もうしま』コミックスのカバーを担当してくれているデザイナー。『クロマティ高校』なども担当していたらしい。3巻の表紙決定の話以降、コミックスの表紙を決める話によく登場。デザイナーなのに、ラフスケッチが異常に下手。しかし、「味がある」と後藤・宮本には好評だった。話している言葉から判断すると、関西人らしい。
菅間（すがま）
営業部。本作の単行本出版担当。ボーズにサスペンダーと眼鏡がトレードマーク。単行本出版の条件として初登場時は似ても似つかぬイケメンとして描かれた。
高瀬（たかせ）
『月刊アフタヌーン』に所属し、「だいだらぼっち」のあだ名をつけられている担当記者。背が高く、無精ヒゲが濃い。普段はやる気を見せないが、かわいい女の子がいる時と鉄道絡みになった時に俄然やる気を出す。
多田（ただ）
カラスヤの漫画では編集T田でおなじみの『月刊アフタヌーン』の編集者。富士登山で企画を持ち込んだ本人ながら愚痴と悪態ばかりこぼしていたため、西本とカラスヤがお互い担当で苦労する等と慰めあっていた。
はた
『週刊少年マガジン』映画記事担当。カースタントで横転アクションをする際同乗し、ビビる西本を横目に楽しんでいた。浮気・不倫騒動で意気投合したタクマ記者とカンニング竹山に対して「サイテー」と吐き捨てる。
星野（ほしの）
『別冊フレンド』で、美川べるのと柚月純の担当記者。森田記者に続く（?）第2の巨乳キャラ。声が大きく、常にハイテンションなトラブルメーカー。アニメオタクでもある。
森田（もりた）
『週刊少年マガジン』映画記事担当。爆乳。映画宣伝の話で時々登場する。File.171では、初めて自分から企画を持って来た。
森田浩章（もりた ひろあき）
『週刊少年マガジン』新編集長。森川と並ぶ西本の天敵。工富編集長の後任。野球好きで推理が苦手。『金田一少年の事件簿』の「雪霊伝説殺人事件」の真相当て対決では、インターネットでファンサイトとそこに書き込まれた推理を見てカンニングしていた。
吉本（よしもと）
加瀬あつしや大暮維人などの担当記者。運動はダメだが、1巻のボウリング対決では好成績を出した。また、釣りでは、高級魚を釣ったり、他の全員がボウズの中1人だけヒットするなど、やたらと強運を発揮する。

### 複数回登場した著名人
中川翔子（なかがわ しょうこ）
オタクアイドルとして有名になった芸能人。通称「しょこたん」。2002年にはミス週刊少年マガジン2002に輝いている。この漫画にはラジオ（『ピートム.Comic Jack』）に西本が出演した際に初登場し、その後2度登場した。最初の登場では中川自身が描いた西本のマッチョイラストをプレゼントした。2度目の登場の際には、西本と一緒に出演した小林から自分の自画像を送られている。この模様は両方とも写真つきで本人のブログに登場していた。なお、本人曰く、「漫画への出演」は本作が最初であるらしい。本名は「しようこ」という。3度目はパーティ会場にいただけで、西本と会話などは一切していないが、それを含めると、本作に3度も登場した唯一の芸能人である。
北乃きい（きたの きい）
厳密には『もうしま』取材に登場したのは1度だけで、最初は西本が彼女のマガジングラビアにお邪魔しただけ（その号の彼女のグラビアページの隅にイラストを描いている）。『もうしま』に登場した際は、西本・小林とともに料理を作った（味はともかく、見た目的にはダメダメだった）。
カンニング竹山（カンニング たけやま）
厳密には『もうしま』取材に登場したのは1度だけで、最初は「スコヴィーアワード　イン　ジャパン2006」で、事前に投票された辛口タレント部門No.1としてゲスト出演、辛口コメントを述べる1コマのみの登場。取材に登場した際は、映画『BECK』の出演者としてだったが、実はカンニングとして売れる前から西本と知り合いだったことが発覚。さらにかつて浮気をスッパ抜かれた際に雑誌担当だったタクマとも顔見知りで、再会したことに動揺していたが、実はタクマが自分以上（四股）であることが判明し激怒、のち意気投合した。

### その他
林正人（はやし まさと）
ライバル誌である『週刊少年サンデー』の編集長。久米田の生前葬で弔辞を読んだ。創刊50周年記念企画の際にインタビューを受けている。
おかん
単行本の内表紙と次巻予告に出てくる謎の人物。裏表紙には西本が描かれておりツッコミを入れる。モデルは、西本の母親ではない。西本の母親も西本のサイン会に訪れた際に一度だけ出演しているが、容姿は違っている。

## この漫画で紹介された施設など
- JBスポーツクラブ（現・JB SPORTSボクシングジム） - 森川が会長を務めるボクシングジム
- エスカルゴ牧場（株式会社三重エスカルゴ開発研究所）
- 鶴岡市立加茂水族館
- 各種テレビ局、ラジオ局

など

## チャレンジ一覧
- 『M.I.Q.』のマネースマートを体験
- 声優にチャレンジ（涼風、あかほり外道アワーらぶげ、Mr.インクレディブル（日本語吹き替え）など）
- 『トト! the wonderful adventure』製作者とボウリング対決（VS.長田裕幸）
- この漫画の単行本を出してもらう為の直談判
- 漫画宣伝のためのラジオ『ピートム.Comic Jack』出演
- 『スーパーサッカー』に出演
- 自身初のサイン会
- サメと泳ぐ
- K-1の武蔵選手と対決
- 『マガジン』漫画家との麻雀対決
- フリーマーケットで原稿料を稼ぐ
- 最新ゲーム機、最新映画に関連したチャレンジ
- KONAMIの音楽ゲーム『pop'n music 13 カーニバル』（PlayStation 2版）に自身が作詞作曲して歌う曲と自身がデザインしたキャラクターを収録（セイント★セイジのうた参照）
- 久米田の生前葬レポート

その他多数

## 書誌情報
- 西本英雄『もう、しませんから。』講談社〈少年マガジンKC〉、全14巻
  1. 2005年5月17日発行（同日発売[10]）、ISBN 4-06-363534-1
  2. 2005年11月17日発行（同日発売[11]）、ISBN 4-06-363602-X
  3. 2006年5月17日発行（5月12日発売[12]）、ISBN 4-06-363671-2（カバー絵：平沼忠利）
  4. 2006年12月15日発行（同日発売[13]）、ISBN 4-06-363766-2（カバー絵：森川ジョージ）
  5. 2007年6月14日発行（同日発売[14]）、ISBN 978-4-06-363843-1
  6. 2007年12月17日発行（同日発売[15]）、ISBN 978-4-06-363930-8
  7. 2008年8月12日発行（同日発売[16]）、ISBN 978-4-06-384014-8
  8. 2009年3月17日発行（同日発売[17]）、ISBN 978-4-06-384116-9
  9. 2009年9月17日発行（同日発売[18]）、ISBN 978-4-06-384187-9
  10. 2010年3月17日発行（同日発売[19]）、ISBN 978-4-06-384269-2
  11. 2010年10月15日発行（同日発売[20]）、ISBN 978-4-06-384364-4
  12. 2011年7月15日発行（同日発売[21]）、ISBN 978-4-06-384522-8
  13. 2012年1月17日発行（同日発売[22]）、ISBN 978-4-06-384615-7
  14. 2012年8月17日発行（同日発売[23]）、ISBN 978-4-06-384722-2

- 西本英雄『もう、しませんから。〜アフタヌーン激流編〜』講談社〈アフタヌーンKC〉、全1巻、2018年2月23日発売[2]、ISBN 978-4-06-510957-1